# Epyx

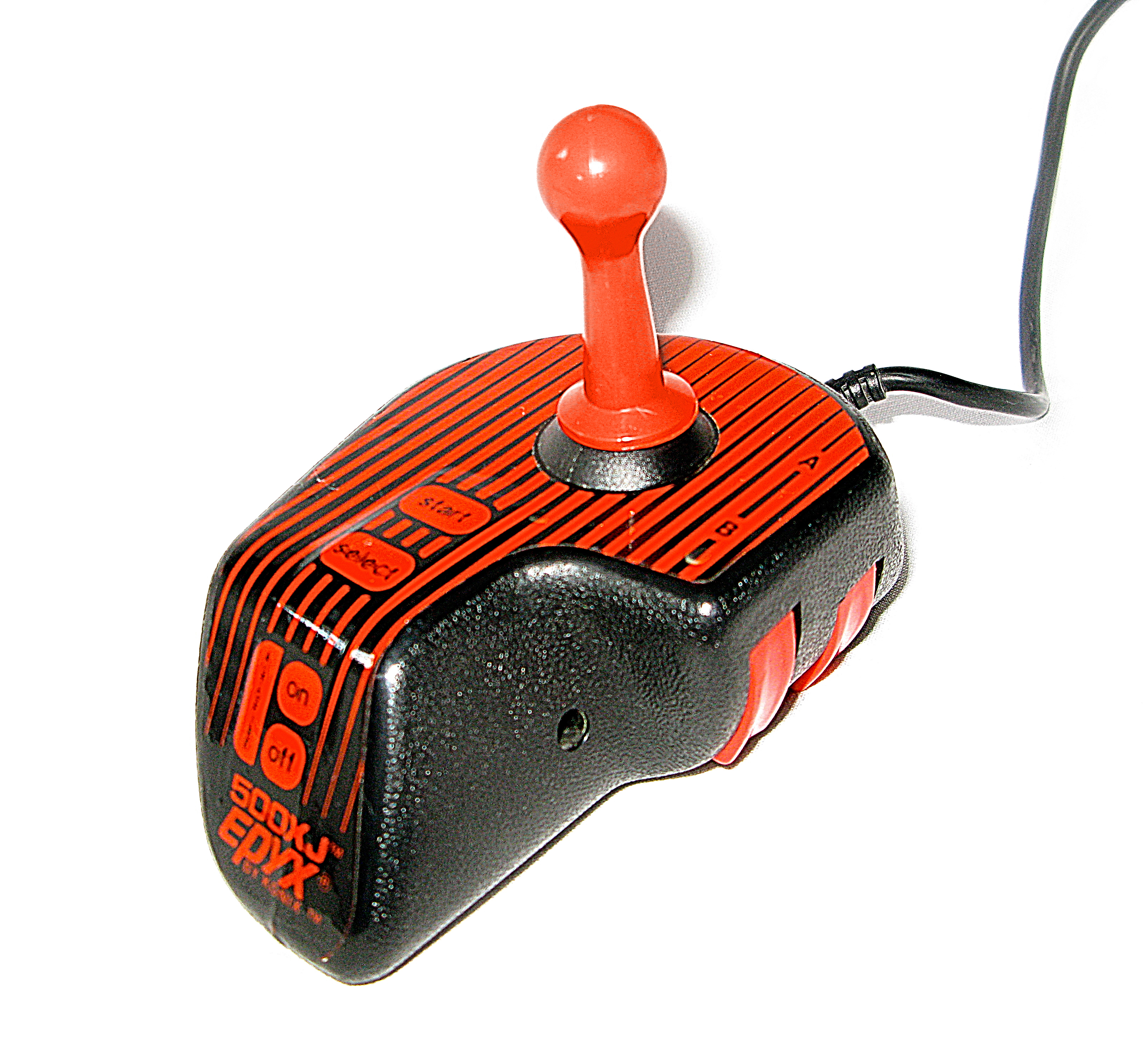
Joystick dla Nintendo

Epyx, Inc. – amerykański wydawca gier komputerowych działający w latach 1978–1993.

## Historia
Firma została założona w 1978 roku jako Automated Simulations przez Jima Connelley i Jona Freemana. Do 1983 roku firma wydawała gry akcji, następnie zmieniając nazwę na Epyx rozpoczęła wydawanie gier różnych gatunków, które okazały się hitami. Firma zbankrutowała w 1989 roku, całkowicie wycofując się z rynku w 1993.
W roku 2006 firma System 3 ogłosiła, że posiadła prawa do wydania gier Epyxu: California Games oraz Impossible Mission na Nintendo DS, Sony PSP oraz Wii.

## Lista wydanych gier
- Barbie (1984)
- 4x4 Off-Road Racing (1988)
- Axe of Rage (znane również jako Barbarian II: Dungeons of Drax) (1988)
- Battle Bugs (1994)
- Blue Lightning (1989)
- Breakdance (1984)
- Boulder Dash Construction Kit (1986)
- California Games (1987)
- California Games 2 (1990)
- Championship Wrestling (1986)
- Chip's Challenge (1989)
- Chipwits (1984)
- Crush, Crumble and Chomp! (1981)
- Death Sword (znane również jako Barbarian: The Ultimate Warrior) (1987)
- Destroyer (1986)
- Dragonriders of Pern (1983)
- Dunjonquest: Morloc's Tower (1979)
- Dunjonquest: The Datestones of Ryn (1979)
- ElectroCop (1989)
- Fax (1983)
- Final Assault (1987)
- G.I. Joe: A Real American Hero (1985)
- The Games: Summer Edition (1988)
- The Games: Winter Edition (1988)
- Gates of Zendocon (1989)
- Gateway to Apshai (1983)
- Impossible Mission (1983)
- Impossible Mission II (1988)
- Invasion Orion (1979)
- Jabbertalky (1982)
- Jumpman (1983)
- Jumpman Junior (1983)
- L.A. Crackdown (1988)
- Legend of Blacksilver (1988)
- Mind-Roll (1988)
- Morloc's Tower (1979)
- The Movie Monster Game (1986)
- Oil Barons (1983)
- Omnicron Conspiracy (1989)
- Pitstop (1983)
- Pitstop II (1984)
- PlatterMania (1982)
- Project Neptune (1989)
- Purple Saturn Day (1989)
- Puzzle Panic (1984)
- Rad Warrior (1986)
- Rescue at Rigel (1980)
- Revenge of Defender (1988)
- Rogue: The Adventure Game (1983)
- Showstrike (1991)
- Silicon Warrior (1984)
- Space Station Oblivion (1987)
- Spiderbot (1988)
- Starfleet Orion (1978)
- Star Warrior (1981)
- Street Sports Basketball (1987)
- Street Sports Soccer (1988)
- Sub Battle Simulator (1987)
- Summer Games (1984)
- Summer Games II (1985)
- Super Cycle (1986)
- Sword of Fargoal (1982)
- Winter Games (1985)
- World Games (1986)
- International Karate (1986)
- Zarlor Mercenary (1990)
- Gry z serii Dunjonquest:
  - Temple of Apshai (1979)
  - Hellfire Warrior (1981)
  - Upper Reaches of Apshai (1982)
  - Temple of Apshai: Curse of Ra (1982)
  - Gateway to Apshai (1983)
  - Morloc's Tower
  - Sword of Fargoal
  - The Datestones of Ryn
  - Temple of Apshai Trilogy (1985)